# Eosentomon asahi
Eosentomon asahi är en urinsektsart som beskrevs av Imadaté 1961. Eosentomon asahi ingår i släktet Eosentomon och familjen trakétrevfotingar. Inga underarter finns listade i Catalogue of Life.